# کریشنا پراساد بهاتارای
کریشنا پراساد بهاتارای (نپالی: कृष्णप्रसाद भट्टराई؛ (زادهٔ ۱۳ دسامبر ۱۹۲۴ – درگذشته ۴ مارس ۲۰۱۱) یک سیاست‌مدار اهل نپال بود.